# 空虚五度
空虚五度（くうきょごど、英: open fifth, empty fifth, bare fifth）とは、楽曲中における完全五度のみの響きを指す音楽用語。長三和音、短三和音の第3音（いわゆる「中音」）を欠いていることで、長調、短調いずれの性格も持たない。同様の手法をロックではパワーコードと呼ぶ。

## 概要
中世ヨーロッパの音楽では、完全一度、完全四度、完全五度、完全八度の4つの音程だけが美しい響きであるとされ、三度の響きは不協和なものとされてきた。13世紀になってようやく長三度の響きが認められ、曲の冒頭などに置かれるようになった。14世紀には完全五度の中に長三度が入り込み、長三和音が成立するが、楽曲の終止音はあくまでも五度や八度であり、長三和音による終止が使われるまでには、なお2世紀を要した。16世紀中葉以降、調性が確立していくにつれて、それまで「協和音」であった五度の響きは次第に駆逐され、17世紀までには和声の中に含まれる五度の進行にも平行五度、隠伏五度の禁則ができた。なお現在でもヨーロッパの典礼には古い空虚5度を使う聖歌や賛美歌が圧倒的に多い。
古典派音楽では、空虚五度の響きはまれであるが、モーツァルトは『レクイエム』の「キリエ」を空虚五度で締めくくり、ベートーヴェンは交響曲第6番や交響曲第9番を空虚五度で開始した。
ロマン派以降、和声が拡大されていく中で、空虚五度がしばしば用いられるようになった。シューベルトの『冬の旅』終曲「辻音楽師」は低音部で連続する空虚五度の響きが特徴的である。ショパンも空虚五度を使用した。ピアノソナタ第2番の第3楽章（「葬送行進曲」）や、いくつかの「マズルカ」などがその例となる。シューマンはショパンの「マズルカ」の評論において、古の教会音楽の例をひき、「時代が違えば聴く耳も違ってくる。」として五度の響きを擁護した。ちなみに、この評論の中でシューマンは「美しい五度」の響きを復活させたのはベートーヴェンだとしている。この他、グリーグの『ノルウェー舞曲』などのピアノ曲にも使用例が見られ、ブルックナーの交響曲第9番の第1楽章の終結音、チャイコフスキーの交響曲第6番「悲愴」の冒頭に空虚五度が見られる。
近代以降の音楽では、空虚五度は東欧やスペイン、アジアなどの、民族的な音楽を象徴するもののひとつとして、または調性音楽が確立する以前のアルカイックな響きを持つものとして使用されるようなケースがある。前者の例としては、バルトークの『ルーマニア民族舞曲』、ヤナーチェクの『シンフォニエッタ』、ストラヴィンスキー『春の祭典』の「春のロンド」、さらにはミュージカル映画『王様と私』の音楽や、『燃えよドラゴン』のテーマのような楽曲にも見ることができる。また、後者の例では、ラヴェル『亡き王女のためのパヴァーヌ』、レスピーギ交響詩『ローマの祭り』などが挙げられる。ドビュッシーは、楽曲の中で積極的に五度の響きを使用した。『前奏曲』の中だけでも、スペイン風（「とだえたセレナード」）や、教会風（「沈める寺」）など、様々な使用例が見られる。
また、ロックミュージックでディープ・パープルの『スモーク・オン・ザ・ウォーター』のイントロのような形で空虚五度が用いられる。同様の技法であるが、ロックではパワーコードと呼ばれる。